# Mark Coles Smith
Mark Coles Smith, född 22 februari 1987 i Broome, är en australisk skådespelare.
Smith har bland annat medverkat i TV-serierna Little J & Big Cuz (2017-2021), Savage River från 2022 och The Clearing från 2023. Han har även medverkat i filmen Sweet As från 2022.

## Filmografi (i urval)
- 2017-2021: Little J & Big Cuz
- 2022: Savage River
- 2022: Sweet As
- 2023: The Clearing
- 2024 – We Bury the Dead
- 2025 – Apple Cider Vinegar (TV-serie)